# ソング・オブ・ザ・シー 海のうた
『ソング・オブ・ザ・シー 海のうた』（ソング・オブ・ザ・シー うみのうた、原題：Song of the Sea）は、2014年に発表された、アイルランドの長編アニメーション映画である。日本では2016年8月20日に公開された。アイルランドに伝わる妖精、セルキーの母親と人間の父親の間に生まれた兄妹の冒険が描かれる。

## あらすじ
離島で灯台守の父親コナーと生まれつき話せない妹シアーシャ、大型犬のクーと共に暮らす少年ベン。
ベンは妹が生まれるのと入れ替わるように姿を消してしまった母ブロナーのことがあり、シアーシャに対して冷たい態度をとりがちであった。
シアーシャが6歳の誕生日の迎えた夜。ブロナーの形見である巻貝の笛に導かれ、シアーシャは鍵のかかった箱に仕舞われていたコートを手に入れる。そのコートを身に纏うと、シアーシャは白いアザラシに姿を替えることができた。
白いアザラシに姿を替えたシアーシャは、現れたアザラシ達と真夜中の大海原を泳ぐ。泳ぎ疲れたシアーシャは人の姿に戻り砂浜に打ち上げられるが、それを祖母が発見しシアーシャを家へ運ぶと、前々から離島暮らしに反対していた祖母はここぞとばかりにベンとシアーシャ兄妹を街へ連れて帰るとコナーに宣言する。
箱に仕舞われていたコートを着て海辺にいたシアーシャの状況を知り、シアーシャが母譲りの海の妖精セルキーの血に目覚めたことを悟ったコナー。
シアーシャを海に渡したくないコナーは、ベンとシアーシャを祖母に預け街へ送り出し、コートを箱ごと海へ投げ捨て、箱の鍵も投げ捨てた。

街で祖母と暮らすことになったベンとシアーシャ。だが、離島に置いてきた愛犬のクーのことがどうしても諦めきれないベンは、祖母の家を飛び出す。シアーシャも兄の後を追って祖母の家を抜け出し、シアーシャを狙う3つの影とフクロウ達に気づかないまま、兄妹は離島まで行くバスを探して街をさまよう。

## 登場人物
ベン（Ben）
本作の主人公。母ブロナーが幼い頃から歌って聞かせた昔話や歌をよく覚えている。半妖だが、容姿を見ての通り人である父親の血が濃いようで至って普通の人間である。
シアーシャ（Saoirse）
ベンの妹。6歳になるが話せない。セルキーとして目覚めてから、妖精達やマカからその能力が狙われるようになった。
コナー（Conor）
ベンとシアーシャの父。海の妖精であるブロナーを妻とし幸せに暮らしていた。子供たちを愛しており、ブロナーのことを今でも愛している。
ブロナー（Bronagh）
セルキーの女性で、ベンとシアーシャの母。シアーシャが生まれた夜に姿を消した。
おばあちゃん（Granny）
コナーの母で、ベンとシアーシャの祖母。
ディーナシー（Daoine Sidhe）
三人の妖精。マカからかけられた仲間たちの石化の呪いをシアーシャに解いてもらおうと誘拐を企てる。
シャナキー（The Great Seanchaí）
髪の毛ひとつひとつに物語を持つ語り部。とても忘れっぽい。
マカ（Macha）
ふくろうの魔女。妖精から感情を奪い、石に変える能力を持つ。

## 声の出演
| 役名               | 原語版声優                                                                                 | 日本語吹替                 |
| ------------------ | ------------------------------------------------------------------------------------------ | -------------------------- |
| ベン               | デビッド・ロウル                                                                           | 本上まなみ                 |
| コナー／マクリル   | ブレンダン・グリーソン                                                                     | リリー・フランキー         |
| おばあちゃん／マカ | フィオヌラ・フラナガン                                                                     | 磯辺万沙子                 |
| ブロナー           | リサ・ハニガン                                                                             | 中納良恵（EGO-WRAPPIN'）   |
| シアーシャ         | ルーシー・オコンネル                                                                       | 深田愛衣                   |
| ダン／シャナキー   | ジョン・ケニー                                                                             | 喜多川拓郎                 |
| ディーナシー       | パット・ショート（ルグ） コルム・オ・スノディ（モッシー） リアム・ヒューリカン（スパッド） | 水内清光 高宮武郎 花輪英司 |
| 幼いベン           | Kevin Swierszcz                                                                            | 深田愛衣                   |

## スタッフ
- 原案、監督：トム・ムーア
- 脚本：ウィル・コリンズ
- 日本語版テーマソング：中納良恵（EGO-WRAPPIN'）※訳詞も担当[1]

## サウンドトラック
| 全作曲: Bruno Coulais、Kila、Nolwenn Leroy（トラック24–25 & フランス語版）。 |                                                                            |           |                                                                         |                                 |      |
| #                                                                            | タイトル                                                                   | 作詞      | 作曲・編曲                                                              | パフォーマー                    | 時間 |
| 1.                                                                           | 「Song of the Sea」                                                        |           | Bruno Coulais 、 Kila 、 Nolwenn Leroy （トラック24–25 & フランス語版） | Lisa Hannigan                   | 2:42 |
| 2.                                                                           | 「The Mother's Portrait」                                                  |           | Bruno Coulais 、 Kila 、 Nolwenn Leroy （トラック24–25 & フランス語版） |                                 | 2:26 |
| 3.                                                                           | 「The Sea Scene」                                                          |           | Bruno Coulais 、 Kila 、 Nolwenn Leroy （トラック24–25 & フランス語版） |                                 | 2:42 |
| 4.                                                                           | 「The Song」                                                               |           | Bruno Coulais 、 Kila 、 Nolwenn Leroy （トラック24–25 & フランス語版） | Lisa Hannigan & Lucy O' Connell | 5:16 |
| 5.                                                                           | 「The Key in the Sea」                                                     |           | Bruno Coulais 、 Kila 、 Nolwenn Leroy （トラック24–25 & フランス語版） |                                 | 0:59 |
| 6.                                                                           | 「The Derry Tune」                                                         |           | Bruno Coulais 、 Kila 、 Nolwenn Leroy （トラック24–25 & フランス語版） |                                 | 1:58 |
| 7.                                                                           | 「In the Streets」                                                         |           | Bruno Coulais 、 Kila 、 Nolwenn Leroy （トラック24–25 & フランス語版） |                                 | 1:05 |
| 8.                                                                           | 「Dance with the Fish」                                                    |           | Bruno Coulais 、 Kila 、 Nolwenn Leroy （トラック24–25 & フランス語版） |                                 | 2:05 |
| 9.                                                                           | 「The Seals」                                                              |           | Bruno Coulais 、 Kila 、 Nolwenn Leroy （トラック24–25 & フランス語版） |                                 | 0:45 |
| 10.                                                                          | 「Something Is Wrong」                                                     |           | Bruno Coulais 、 Kila 、 Nolwenn Leroy （トラック24–25 & フランス語版） | Lisa Hannigan                   | 2:04 |
| 11.                                                                          | 「Run」                                                                    |           | Bruno Coulais 、 Kila 、 Nolwenn Leroy （トラック24–25 & フランス語版） |                                 | 2:31 |
| 12.                                                                          | 「Head Credits」                                                           |           | Bruno Coulais 、 Kila 、 Nolwenn Leroy （トラック24–25 & フランス語版） | Lisa Hannigan                   | 1:44 |
| 13.                                                                          | 「Get Away」                                                               |           | Bruno Coulais 、 Kila 、 Nolwenn Leroy （トラック24–25 & フランス語版） |                                 | 1:18 |
| 14.                                                                          | 「Help」                                                                   |           | Bruno Coulais 、 Kila 、 Nolwenn Leroy （トラック24–25 & フランス語版） |                                 | 2:33 |
| 15.                                                                          | 「Sadness」                                                                |           | Bruno Coulais 、 Kila 、 Nolwenn Leroy （トラック24–25 & フランス語版） |                                 | 1:06 |
| 16.                                                                          | 「Molly」                                                                  |           | Bruno Coulais 、 Kila 、 Nolwenn Leroy （トラック24–25 & フランス語版） |                                 | 1:05 |
| 17.                                                                          | 「I Hate You」                                                             |           | Bruno Coulais 、 Kila 、 Nolwenn Leroy （トラック24–25 & フランス語版） |                                 | 1:33 |
| 18.                                                                          | 「Who Are You」                                                            |           | Bruno Coulais 、 Kila 、 Nolwenn Leroy （トラック24–25 & フランス語版） |                                 | 1:19 |
| 19.                                                                          | 「The Storm」                                                              |           | Bruno Coulais 、 Kila 、 Nolwenn Leroy （トラック24–25 & フランス語版） |                                 | 1:55 |
| 20.                                                                          | 「Katy's Tune」                                                            |           | Bruno Coulais 、 Kila 、 Nolwenn Leroy （トラック24–25 & フランス語版） |                                 | 3:30 |
| 21.                                                                          | 「In the Bus」                                                             |           | Bruno Coulais 、 Kila 、 Nolwenn Leroy （トラック24–25 & フランス語版） | Lisa Hannigan                   | 0:44 |
| 22.                                                                          | 「The Thread」                                                             |           | Bruno Coulais 、 Kila 、 Nolwenn Leroy （トラック24–25 & フランス語版） | Lisa Hannigan                   | 2:24 |
| 23.                                                                          | 「Amhrán Na Farraige」                                                     |           | Bruno Coulais 、 Kila 、 Nolwenn Leroy （トラック24–25 & フランス語版） | Lisa Hannigan                   | 2:45 |
| 24.                                                                          | 「Song of the Sea (Lullaby) (From "Song of the Sea")」                     |           | Bruno Coulais 、 Kila 、 Nolwenn Leroy （トラック24–25 & フランス語版） | Nolwenn Leroy                   | 3:46 |
| 25.                                                                          | 「La chanson de la mer (berceuse) (Extrait du film "Le chant de la mer")」 |           | Bruno Coulais 、 Kila 、 Nolwenn Leroy （トラック24–25 & フランス語版） | Nolwenn Leroy                   | 3:47 |
| 26.                                                                          | 「ソング・オブ・ザ・シー 海のうた」                                        |           | Bruno Coulais 、 Kila 、 Nolwenn Leroy （トラック24–25 & フランス語版） | 中納良恵（EGO-WRAPPIN'）        | 2:44 |
| 合計時間:                                                                    | 合計時間:                                                                  | 合計時間: | 54:02                                                                   |                                 |      |

## 受賞
第12回アイルランドアカデミー最優秀作品賞、第28回ヨーロッパ映画賞長編アニメ部門、第19回サテライト賞アニメーション・ミックスメディア映画賞、上海国際映画祭金爵賞最優秀アニメーション作品賞、東京アニメアワードフェスティバル2015の長編コンペティション部門でグランプリを受賞した。
このほか、ノミネートされた賞として、第87回アカデミー長編アニメ映画賞、第42回アニー賞（7部門）がある。

## 関連海洋アニメ
- 夜明け告げるルーのうた
- モアナと伝説の海
- 崖の上のポニョ